# Cala Cala de Oruro
Cala Cala ist eine Ortschaft im Departamento Oruro im Hochland des südamerikanischen Andenstaates Bolivien.

## Lage im Nahraum
Cala Cala liegt  in der Provinz Cercado und ist der drittgrößte Ort im Cantón Huaña Pasto Grande im Municipio  Paria. Die Ortschaft liegt auf einer Höhe von 3974 m am Ufer des nach Westen fließenden Río Kala Kala, der in der Ebene des Uru-Uru-Sees südöstlich von Oruro versickert.

## Geographie
Cala Cala liegt am östlichen Rand des bolivianischen Altiplano vor dem Höhenzug der Serranía de Sicasica. Das Klima ist geprägt durch ein typisches Tageszeitenklima, bei dem die Temperaturschwankungen zwischen Tag und Nacht größer sind als zwischen den Jahreszeiten.
Die Jahresdurchschnittstemperatur der Region liegt bei etwa 10 °C (siehe Klimadiagramm Oruro), wobei die Monatsdurchschnittswerte zwischen 6 °C im Juni/Juli und 14 °C im November schwanken. Der Jahresniederschlag liegt bei niedrigen 400 mm, mit einer ausgeprägten Trockenzeit von April bis November mit Monatswerten unter 20 mm, und einer kurzen Feuchtezeit von Dezember bis Februar mit monatlich etwa 80 mm.

## Verkehrsnetz
Cala Cala liegt in einer Entfernung von 21 Straßenkilometern östlich von Oruro, der Hauptstadt des Departamentos.
Durch Oruro führt die asphaltierte Nationalstraße Ruta 1, die von peruanischen Grenze im Norden das ganze Hochland durchquert und im Süden an der Grenze zu Argentinien endet. Am östlichen Ortsausgang von Oruro zweigt von der Ruta 1 eine Landstraße in östlicher Richtung ab, erreicht die Ortschaft Sepulturas elf Kilometer vom Stadtzentrum Oruros entfernt und Cala Cala nach weiteren zehn Kilometern.

## Bevölkerung
Die Einwohnerzahl der Ortschaft ist in dem Jahrzehnt zwischen den beiden letzten Volkszählungen um ein Drittel angestiegen:
| Jahr | Einwohner         | Quelle       |
| ---- | ----------------- | ------------ |
| 1992 | keine Detaildaten | Volkszählung |
| 2001 | 290               | Volkszählung |
| 2012 | 387               | Volkszählung |
| 2024 |                   | Volkszählung |

Die Region weist einen deutlichen Anteil an Quechua-Bevölkerung auf, im Municipio Paria sprechen 93,1 Prozent der Bevölkerung Quechua.